# چله‌خانه مجموعه قطب‌الدین حیدر
چله‌خانه مجموعه قطب‌الدین حیدر مربوط به دوره صفوی - دوره قاجار است و در تربت حیدریه، خیابان قائم، اداره میراث فرهنگی واقع شده و این اثر در تاریخ ۵ تیر ۱۳۸۴ با شمارهٔ ثبت ۱۱۹۰۹ به‌عنوان یکی از آثار ملی ایران به ثبت رسیده است.